# Stazione di Aix-en-Provence
La stazione di Aix-en-Provence (in francese Gare d'Aix-en-Provence) è la principale stazione ferroviaria a servizio della città francese di Aix-en-Provence, nel dipartimento delle Bocche del Rodano.

## Storia
Una prima stazione fu aperta il 10 ottobre 1856. L'attuale edificio fu realizzato nel 1877 con l'apertura della linea diretta Aix-Marsiglia.